# Liste der Naturdenkmale in Friedrichshafen
| Naturdenkmale | Anzahl |
| ------------- | ------ |
| FND           | 11     |
| END           | 42     |
| Gesamt        | 53     |

Die Liste der Naturdenkmale in Friedrichshafen nennt die verordneten Naturdenkmale (ND) der im baden-württembergischen Bodenseekreis liegenden Stadt Friedrichshafen. In Friedrichshafen gibt es insgesamt 53 als Naturdenkmal geschützte Objekte, davon 11 flächenhafte Naturdenkmale (FND) und 42 Einzelgebilde-Naturdenkmale (END).
Stand: 31. Oktober 2016.

## Flächenhafte Naturdenkmale (FND)
| Name                     | Bild | Kennung     | Einzelheiten                | Position | Fläche Hektar | Datum         |
| ------------------------ | ---- | ----------- | --------------------------- | -------- | ------------- | ------------- |
| Ailinger Esch            | BW   | 84350160024 | Friedrichshafen             | ⊙        | 4,8           | 22. Juni 1993 |
| Guntenbach               | BW   | 84350160027 | Friedrichshafen             | ⊙        | 0,2           | 22. Juni 1993 |
| Hanselholz               | BW   | 84350160028 | Friedrichshafen             | ⊙        | 0,9           | 22. Juni 1993 |
| Höhlerösch               | BW   | 84350160026 | Friedrichshafen             | ⊙        | 0,3           | 22. Juni 1993 |
| Kitzenwiesen             |      | 84350160021 | Friedrichshafen-Kitzenwiese | ⊙        | 0,5           | 22. Juni 1993 |
| Linzgaustraße/Manzell    |      | 84350160020 | Friedrichshafen             | ⊙        | 0,1           | 22. Juni 1993 |
| Oberesch                 | BW   | 84350160023 | Friedrichshafen             | ⊙        | 0,4           | 22. Juni 1993 |
| Ramensburg               | BW   | 84350160029 | Friedrichshafen             | ⊙        | 1,0           | 22. Juni 1993 |
| Schlatt                  | BW   | 84350160025 | Friedrichshafen             | ⊙        | 0,3           | 22. Juni 1993 |
| Schmalzholz              | BW   | 84350160022 | Friedrichshafen             | ⊙        | 2,2           | 22. Juni 1993 |
| Schmerreute              | BW   | 84350160030 | Friedrichshafen             | ⊙        | 0,3           | 22. Juni 1993 |
| Legende für Naturdenkmal |      |             |                             |          |               |               |

## Einzelgebilde (END)
| Name                                      | Bild | Kennung     | Einzelheiten                    | Position | Fläche Hektar | Datum         |
| ----------------------------------------- | ---- | ----------- | ------------------------------- | -------- | ------------- | ------------- |
| Birnbaum, Pyrus communis var. domestica   | BW   | 84350160014 | Friedrichshafen-Ailingen        | ⊙        | 0,0           | 8. Mai 1989   |
| Feldgehölz mit Stieleichen, Quercus robur | BW   | 84350160016 | Friedrichshafen-Wannenhäusern   | ⊙        | 0,0           | 8. Mai 1989   |
| Kastanie, Aesculus hippocastanum          | BW   | 84350160019 | Friedrichshafen-Raderach        | ⊙        | 0,0           |               |
| Kastanie, Aesculus hippocastanum          |      | 84350160013 | Friedrichshafen-Lipbach         | ⊙        | 0,0           | 8. Mai 1989   |
| Sommerlinde, Tilia platyphyllos           | BW   | 84350160015 | Friedrichshafen-Appenweiler     | ⊙        | 0,0           | 8. Mai 1989   |
| 1 Ahornblättrige Platane                  |      | 84350160040 | Friedrichshafen-Hofen           | ⊙        | 0,0           | 20. Dez. 2011 |
| 1 Bergahorn                               | BW   | 84350160048 | Friedrichshafen-Hofen           | ⊙        | 0,0           | 20. Dez. 2011 |
| 1 Bergulme, Ulmus glabra                  | BW   | 84350160005 | Friedrichshafen                 | ⊙        | 0,0           | 8. Mai 1989   |
| 1 Bergulme, Ulmus glabra                  |      | 84350160006 | Friedrichshafen                 | ⊙        | 0,0           | 8. Mai 1989   |
| 1 Blutbuche                               |      | 84350160051 | Friedrichshafen-Hofen           | ⊙        | 0,0           | 20. Dez. 2011 |
| 1 Mammutbaum                              | BW   | 84350160031 | Friedrichshafen-Fischbach       | ⊙        | 0,0           | 24. Sep. 1997 |
| 1 Mammutbaum                              | BW   | 84350160032 | Friedrichshafen-Seemoos         | ⊙        | 0,0           | 24. Sep. 1997 |
| 1 Mammutbaum                              |      | 84350160033 | Friedrichshafen-Hofen           | ⊙        | 0,0           | 24. Sep. 1997 |
| 1 Mammutbaum                              | BW   | 84350160034 | Friedrichshafen-Hofen           | ⊙        | 0,0           | 24. Sep. 1997 |
| 1 Mammutbaum                              |      | 84350160036 | Friedrichshafen                 | ⊙        | 0,0           | 24. Sep. 1997 |
| 1 Mammutbaum                              |      | 84350160037 | Friedrichshafen-Waggershausen   | ⊙        | 0,0           | 24. Sep. 1997 |
| 1 Rosskastanie                            |      | 84350160053 | Friedrichshafen                 | ⊙        | 0,0           | 20. Dez. 2011 |
| 1 Rotbuche                                | BW   | 84350160041 | Friedrichshafen                 | ⊙        | 0,0           | 20. Dez. 2011 |
| 1 Rotbuche                                |      | 84350160042 | Friedrichshafen                 | ⊙        | 0,0           | 20. Dez. 2011 |
| 1 Rotbuche                                | BW   | 84350160046 | Friedrichshafen-Fallenbrunnen   | ⊙        | 0,0           | 20. Dez. 2011 |
| 1 Schwarzkiefer                           | BW   | 84350160049 | Friedrichshafen-Fischbach       | ⊙        | 0,0           | 20. Dez. 2011 |
| 1 Stieleiche, Quercus robur               |      | 84350160002 | Friedrichshafen-Manzell         | ⊙        | 0,0           | 8. Mai 1989   |
| 1 Stieleiche, Quercus robur               |      | 84350160008 | Friedrichshafen                 | ⊙        | 0,0           | 8. Mai 1989   |
| 1 Stieleiche, Quercus robur               | BW   | 84350160009 | Friedrichshafen-Seewiesenesch   | ⊙        | 0,0           | 8. Mai 1989   |
| 1 Stieleiche, Quercus robur               | BW   | 84350160012 | Friedrichshafen-Ailingen        | ⊙        | 0,0           | 8. Mai 1989   |
| 1 Stieleiche, Quercus robur               | BW   | 84350160017 | Friedrichshafen-Appenweiler     | ⊙        | 0,0           | 8. Mai 1989   |
| 1 Stieleiche                              | BW   | 84350160038 | Friedrichshafen-Fischbach       | ⊙        | 0,0           | 20. Dez. 2011 |
| 1 Stieleiche                              |      | 84350160043 | Friedrichshafen                 | ⊙        | 0,0           | 20. Dez. 2011 |
| 1 Stieleiche                              |      | 84350160044 | Friedrichshafen                 | ⊙        | 0,0           | 20. Dez. 2011 |
| 1 Stieleiche                              | BW   | 84350160047 | Friedrichshafen-Fallenbrunnen   | ⊙        | 0,0           | 20. Dez. 2011 |
| 1 Stieleiche                              | BW   | 84350160050 | Friedrichshafen-Seemoos         | ⊙        | 0,0           | 20. Dez. 2011 |
| 1 Stieleiche                              |      | 84350160052 | Friedrichshafen                 | ⊙        | 0,0           | 20. Dez. 2011 |
| 1 Winterlinde, Tilia cordata              | BW   | 84350160001 | Friedrichshafen-Fischbach       | ⊙        | 0,0           | 8. Mai 1989   |
| 1 Winterlinde, Tilia cordata              | BW   | 84350160003 | Friedrichshafen-Schnetzenhausen | ⊙        | 0,0           | 8. Mai 1989   |
| 1 Winterlinde, Tilia cordata              | BW   | 84350160010 | Friedrichshafen-Ailingen        | ⊙        | 0,0           | 8. Mai 1989   |
| 1 Winterlinde                             |      | 84350160039 | Friedrichshafen-Hofen           | ⊙        | 0,0           | 20. Dez. 2011 |
| 1 Winterlinde                             |      | 84350160054 | Friedrichshafen-Kluftern        | ⊙        | 0,0           | 20. Dez. 2011 |
| 2 Birnbäume, „Schweizer Wasserbirne“      | BW   | 84350160011 | Friedrichshafen-Ailingen        | ⊙        | 0,0           | 8. Mai 1989   |
| 2 Kastanien, Aesculus hippocastanum       | BW   | 84350160004 | Friedrichshafen-Schnetzenhausen | ⊙        | 0,0           | 8. Mai 1989   |
| 2 Mammutbäume                             | BW   | 84350160035 | Friedrichshafen-Hofen           | ⊙        | 0,0           | 24. Sep. 1997 |
| 2 Sommerlinden, Tilia platyphyllos        |      | 84350160007 | Friedrichshafen-Fischbach       | ⊙        | 0,0           | 8. Mai 1989   |
| 3 Stieleiche                              | BW   | 84350160045 | Friedrichshafen-Fallenbrunnen   | ⊙        | 0,0           | 20. Dez. 2011 |
| Legende für Naturdenkmal                  |      |             |                                 |          |               |               |